# Heinz W. Zöttl
Heinz W. Zöttl (* 24. April 1927 in München; † 17. Dezember 2016 in Emmendingen) war ein deutscher Bodenkundler. 
Heinz Zöttl lehrte seit 1972 an der forstwissenschaftlichen Fakultät der Universität Freiburg Bodenökologie und leitete das Institut für Bodenkunde und Waldernährungslehre.